# Lars Hillersberg
Lars Hillersberg (né le 11 octobre 1937 à Flen et mort le 6 novembre 2004 à Frustuna (sv)) est un caricaturiste et auteur de bande dessinée suédois. Influencé par la contreculture et l'underground des années 1960, il a passé sa vie à dénoncer les hypocrisies de la société suédoise. Certains de ses dessins anti-israéliens réalisés au tournant des années 2000 ont causé des controverses, certains y voyant de l'antisémitisme.

## Distinction
- 1988 : Prix Adamson du meilleur auteur suédois pour l'ensemble de son œuvre